# Módulo plano
En álgebra conmutativa, y geometría algebraica, un módulo plano sobre un anillo R es un R-módulo M tal que se preserva sucesiones exactas al tomar el producto tensorial sobre R con M. Un módulo es fielmente plano si al tomar el producto tensorial se produce una sucesión exacta si y sólo si la sucesión original es exacta.
Los espacios vectoriales sobre un campo son módulos planos. Los módulos libres, o más generalmente los módulos proyectivos, son planos sobre cualquier R. Para módulos finitamente generados sobre un anillo local noetheriano, las propiedades de ser proyectivos, planos y libres son equivalentes.
Los módulos planos fueron introducidos por Jean-Pierre Serre(1956) en su artículo Géometrie Algébrique et Géométrie Analytique. Véase también morfismo plano.

## Definición

### Anillos conmutativos
Existen muchas maneras para definir a los módulos planos sobre un anillo conmutativo R.
- Un R-módulo plano es un R-módulo M tal que el funtor

{\displaystyle F_{M}:{\text{Mod}}(R)\to {\text{Mod}}(R),\quad N\mapsto M\otimes _{R}N}

es exacto, donde Mod(R) es la categoría de los R-módulos.
- Un R-módulo plano es un R-módulo M tal que para todo morfismo inyectivo {\displaystyle \phi :K\to L} de R-módulos K y L, la función inducida,

{\displaystyle F_{M}(\phi ):M\otimes _{R}K\to M\otimes _{R}L},

es inyectiva
- Un R-módulo plano es un R-módulo M tal que para cada ideal finitamente generado {\displaystyle I\hookrightarrow R}, el morfismo inducido {\displaystyle I\otimes _{R}M\to R\otimes _{R}M\cong M} es inyectivo.
- Un R-módulo plano es un R-módulo M tal que existe un sistema dirigido {\displaystyle \{F_{\alpha }\}_{\alpha }} de R-módulos con las siguientes propiedades:

1. Para todo {\displaystyle \alpha }, {\displaystyle F_{\alpha }} es un R-módulo libre finitamente generado.
2. el límite directo es M: {\displaystyle \varinjlim _{\alpha }F_{\alpha }=M}.

- Un R-módulo plano es un R-módulo M tal que para toda dependencia lineal en M,

{\displaystyle r^{T}m=\sum _{i=1}^{k}r_{i}m_{i}=0;r^{T}={\mbox{transpuesta}}(r)},

donde {\displaystyle r_{i}\in R,m_{i}\in M}, existe una matriz {\displaystyle A\in R^{k\times k}} tal que
1. {\displaystyle An=m} tiene solución para alguna{\displaystyle n\in M^{k}}.
2. {\displaystyle r^{T}A=0}.

- Un R-módulo plano es un R-módulo tal que para todo R-módulo N,

{\displaystyle \mathrm {Tor} _{1}^{R}(N,M)=0}

- Un R-módulo plano es un R-módulo M tal que para todo ideal finitamente generado {\displaystyle I\subset R},

{\displaystyle \mathrm {Tor} _{1}^{R}(R/I,M)=0}.

- Un R-módulo plano es un R-módulo M tal que para todo morfismo {\displaystyle f:F\to M}, donde F es un R-módulo libre finitamente generado, y para cada R-módulo finitamente generado {\displaystyle K\leq \ker f}, f se factoriza a través de un morfismo a un R-módulo libre G que anula a K:

### Anillos generales
Cuando R no es un anillo conmutativo la definición cambia ligeramente. Un R-módulo plano es un R-módulo M tal que el funtor {\displaystyle F_{M}:Mod(R)\to Ab,\quad N\mapsto M\otimes _{R}N} es exacto, donde Ab es la categoría de grupos abelianos.
Tomar el producto tensorial (sobre anillos arbitrarios) siempre es un funtor exacto izquierdo. Por lo tanto, el R-módulo M es plano si y sólo si para cualquier morfismo inyectivo de R-módulos, el morfismo inducido también es inyectivo.

## El caso de los anillos conmutativos
Para cualquier subconjunto multiplicativamente cerrado S de R, el anillo de localización {\displaystyle S^{-1}R} es un R-módulo plano.
Cuando R es noetheriano y M es un R-módulo finitamente generado, ser plano es lo mismo que ser localmente libre. Esto es M es plano si y sólo si para todo ideal primo (o incluso solo para todo ideal máximo) P de R, la localización es libre como un módulo sobre la localización {\displaystyle R_{P}}.
Si S es una R-álgebra,  i.e., hay un morfismo {\displaystyle f\colon R\to S}, entonces S tiene una estructura de R-módulo, por lo que tiene sentido preguntar si S es plano sobre R. De ser este el caso, S es fielmente libre sobre R si y sólo si todo ideal primo de R es la imagen inversa bajo f de un ideal primo en S. En otras palabras, si y solo si el morfismo inducido {\displaystyle f^{*}\colon \mathrm {Spec} (S)\to \mathrm {Spec} (R)} es suprayectivo.

## Colimites categóricos
En general, la suma directa arbitraria y límites directos de módulos planos son planos, como consecuencia de que el producto tensorial conmuta con las sumas directas y los límites directos (de hecho con todos los colimites) y del hecho de que tanto la suma directa como los límites directos son funtores exactos. En general los submódulo y los módulos cociente no tienen que ser planos. Sin embargo se tiene el siguiente resultado: la imagen de un módulo plano M bajo un homomorfismo es plano si y sólo si el núcleo es un submódulo puro de M.
D.Lazard probó en 1969 que un módulo M es plano si y sólo si es el límite directo de módulos libres finitamente generados. Como consecuencia, se puede deducir que todo módulo finitamente presentado es proyectivo.
Un grupo abeliano es plano (visto como un Z-módulo) si y sólo si es libre de torsión.

## Álgebra homológica
La propiedad de ser plano se puede expresar usando los funtores Tor, que son los funtores derivados izquierdos del producto tensorial. Un R-módulo izquierdo es plano si y sólo si TornR(–, M) = 0 para todo {\displaystyle n\geq 1} ( i.e. si y sólo si TornR(X, M) = 0 para todo {\displaystyle n\geq 1} y todo R-módulo izquierdo X). De manera similar, un R-módulo M derecho es plano si y sólo si TornR(M, X) = 0 para todo {\displaystyle n\geq 1} y todo R-módulo izquierdo X. Si se usa la sucesión exacta larga del funtor Tor, se pueden demostrar hechos a cerca de una sucesión exacta corta
{\displaystyle 0\longrightarrow A{\stackrel {f}{\longrightarrow }}B{\stackrel {g}{\longrightarrow }}C\longrightarrow 0}
- Si A y C son planos, entonces también lo es B
- Si B y C son planos, entonces lo es A

Si A y B son planos, no es cierto que esto implique que C es plano. Sin embargo, se puede mostrar que
- Si A es puro en B y B es plano, entonces C es plano

## Resoluciones planas
Una resolución plana de un módulo es una resolución por módulos planos. Por lo que cualquier resolución proyectiva es inmediatamente una resolución plana. Las resoluciones planas se usan para calcular el funtor Tor.
En algunas áreas de la teoría de módulos, una resolución plana debe de satisfacer la propiedad adicional de que cada morfismo es una precubierta plana del núcleo del morfismo de la derecha. Para las resoluciones proyectivas, esta condición se hace invisible: una precubierta proyectiva es un epimorfismo de un módulo proyectivo. Estas ideas surgieron inspiradas por el trabajo de Auslander sobre aproximaciones. Estas ideas se parecen a la noción más común de resolución proyectiva mínima, donde se pide que cada morfismo sea una cubierta proyectiva del núcleo del morfismo de la derecha. Sin embargo, las cubiertas proyectivas no siempre existen, por lo que el uso de las resoluciones proyectivas está restringido a los módulos sobre anillos perfectos. Por otro lado, las cubiertas planas siempre existen, por lo que las resoluciones planas mínimas pueden ser usadas en muchas circunstancias. La medida de la desviación que tiene una resolución plana de una proyectiva es llama álgebra homológica relativa. Esta materia es tratada en el clásico de MacLane (1963) o en trabajos más recientes que se enfocan en las resoluciones planas como Enochs & Jenda (2000).

## En las matemáticas constructivas
Los módulos planos han ido ganando importancia en las matemáticas constructivas, en donde los módulos proyectivos son menos útiles. Por ejemplo, el hecho de que todo módulo libre es proyectivo es equivalente al axioma de elección, por lo que los teoremas acerca de módulos proyectivos, incluso habiendo sido demostrados de manera constructiva, no se aplican a los módulos libres. Por otro lado, no es necesario el axioma de elección para probar que todo módulo libre es plano, por lo que los teoremas para módulos planos se siguen aplicando a estos.